# Armin Assinger
Armin Assinger (ur. 7 czerwca 1964 w Grazu) – austriacki narciarz alpejski, obecnie prezenter telewizyjny znany z austriackiej wersji lokalnej teleturnieju Who Wants to Be a Millionaire? – "Die Milionenshow".

## Kariera sportowa
Najlepsze wyniki w Pucharze Świata osiągnął w sezonie 1992/1993, kiedy to zajął 10. miejsce w klasyfikacji generalnej, a w klasyfikacji zjazdu był czwarty. Najlepszym wynikiem Assingera na mistrzostwach świata było 14. miejsce w zjeździe podczas mistrzostw świata w Morioce. Zajął także 11. miejsce w supergigancie na Igrzyskach w Lillehammer.
Jego brat Roland Assinger również uprawiał narciarstwo alpejskie.

## Sukcesy

### Puchar Świata

#### Miejsca w klasyfikacji generalnej
- 1985/1986 – 58.
- 1987/1988 – 46.
- 1988/1989 – 37.
- 1990/1991 – 81.
- 1991/1992 – 54.
- 1992/1993 – 10.
- 1993/1994 – 34.
- 1994/1995 – 12.

#### Miejsca na podium
1. Åre – 22 lutego 1986 (zjazd) – 3. miejsce
2. Val Gardena – 9 grudnia 1988 (zjazd) – 2. miejsce
3. Bad Kleinkirchheim – 22 grudnia 1992 (supergigant) – 1. miejsce
4. Sierra Nevada – 15 marca 1993 (supergigant) – 1. miejsce
5. Kvitfjell – 20 marca 1993 (zjazd) – 1. miejsce
6. Lech – 22 grudnia 1993 (supergigant) – 3. miejsce
7. Val d’Isère – 17 grudnia 1994 (zjazd) – 1. miejsce
8. Kitzbühel – 14 stycznia 1995 (zjazd) – 2. miejsce
9. Kitzbühel – 16 stycznia 1995 (supergigant) – 3. miejsce
10. Wengen – 21 stycznia 1995 (zjazd) – 3. miejsce